# Fray Vicente Solano
Fray Domingo Vicente Solano (nacido en octubre de 1791 en Cuenca, Ecuador) fue un importante  sacerdote, teólogo, filósofo, naturalista, y periodista que vivió los acontecimientos históricos de la independencia de Ecuador.

## Biografía
A los 9 años de edad entró al Convento de San Francisco y en 1809 se trasladó al convento de La Recoleta de San Diego, en Quito. Se ordenó como Presbítero en 1814. Conoció a los principales próceres y mártires del primer grito de la independencia al igual que a grandes líderes de nuestra historia como Bolívar, Sucre, Olmedo, García Moreno. 
Solano fue un gran teólogo que entendía el mundo a partir de la doctrina y filosofía católicas y dedicó su vida a la defensa de la Religión, de los sacerdotes y de los derechos de la Iglesia Católica.
Fue un convencido de que la prensa católica era la expresión más libre del ser humano. En 1828, publicó "El Eco del Azuay", primer periódico de Cuenca. Tenía como objetivo, según el mismo lo declara "Acostumbrar a los pueblos a que escuchen la imperiosa voz de la razón".
Después, Solano fundó otros periódicos: "La Alforja", "El Telescopio", "Seminario Eclesiástico", "La Luz", "La Escoba". Además de fundar periódicos también defendió a los periodistas de las malas prácticas impulsadas por los que el consideraba mercenarios del periodismo, al comprometer la ética a favor del despotismo y el abuso.
Desde niño tuvo la salud frágil y siempre sufría pobreza, viruelas y escorbuto. Gran polemista, entre sus principales polémicas se encuentran las que mantuvo con Irrisari, considerada por Juan Paz y Miño como la primera polémica periodística del Ecuador, así como con la joven poetisa Dolores Veintimilla de Galindo.
Murió en Cuenca el 1 de abril de 1865.

## Obras publicadas

### Polémica con Irisarri
La primera y más larga polémica periodística en el Ecuador fue con José de Irisarri, en 1843.
Irrisarri llegó a Ecuador a 1830 desde Guatemala huyendo por motivos políticos de la prisión. Acogido como refugiado y bajo el gobierno del general Juan José Flores, se encargó a Irisarri la dirección del periódico "La Verdad Desnuda" donde actuó en defensa de Flores y contra sus adversarios.
A fines de 1839, el Obispo de Popayán, Dr. Salvador Jiménez, pidió al Gobierno de Colombia suprimir los conventos de Pasto, por la "relajación en que vivían algunos religiosos y que estos eran absolutamente incapaces de que se les pudiera reformar".
La petición del Obispo fue atendida, provocando de inmediato la oposición de la Iglesia de Colombia. Solano advierte este hecho y empieza a defender a la iglesia y a los sacerdotes con gran habilidad y dominio idiomático, capaz de conducir las polémicas a asuntos puramente formales, en los que emplea la cita de grandes maestros y obras de la filosofía, la literatura y la creación intelectual.

### Filosofía y ciencia
Solano como filósofo siguió con la tendencia de difusión de la ciencia para a través de la razón luchar contra las supersticiones, muy al estilo de Benito Jerónimo Feijoo. En el ámbito científico publicó sus "Estudios sobre física e historia natural", donde trata sobre la teoría del aspecto físico de la tierra, la vista de algunos animales, las plantas andinas, la entomología, entre otros. Fue naturalista y en sus escritos además de publicar sus resultados y hechos recogidos, hacía recomendaciones para las futuras investigaciones, como se puede ver en el siguiente apartado: 
"Loja es un jardin botánico y no el lugar preferente en que se debe estudiar la zoología , sino Guayaquil . Allí puede el naturalista ecuatoriano hacer descubrimientos en la ictiología , en la entomología , en la herpetología y en la ornitologia"
Además dedicó publicaciones a Jaime Balmes, en su escrito "Lamennais y Balmes", en donde contrastaba a los dos en sus virtudes y defectos, muy propio de su estilo que se iba a repetir con personajes como Santander y Bolívar. Termina su artículo de la siguiente manera: "En suma, la ciencia de Balmes es un Prodigio con respecto a su edad juvenil, mientras que Lammenais no excede los límites de un fenómeno natural."

### Monarquía, derecho y política

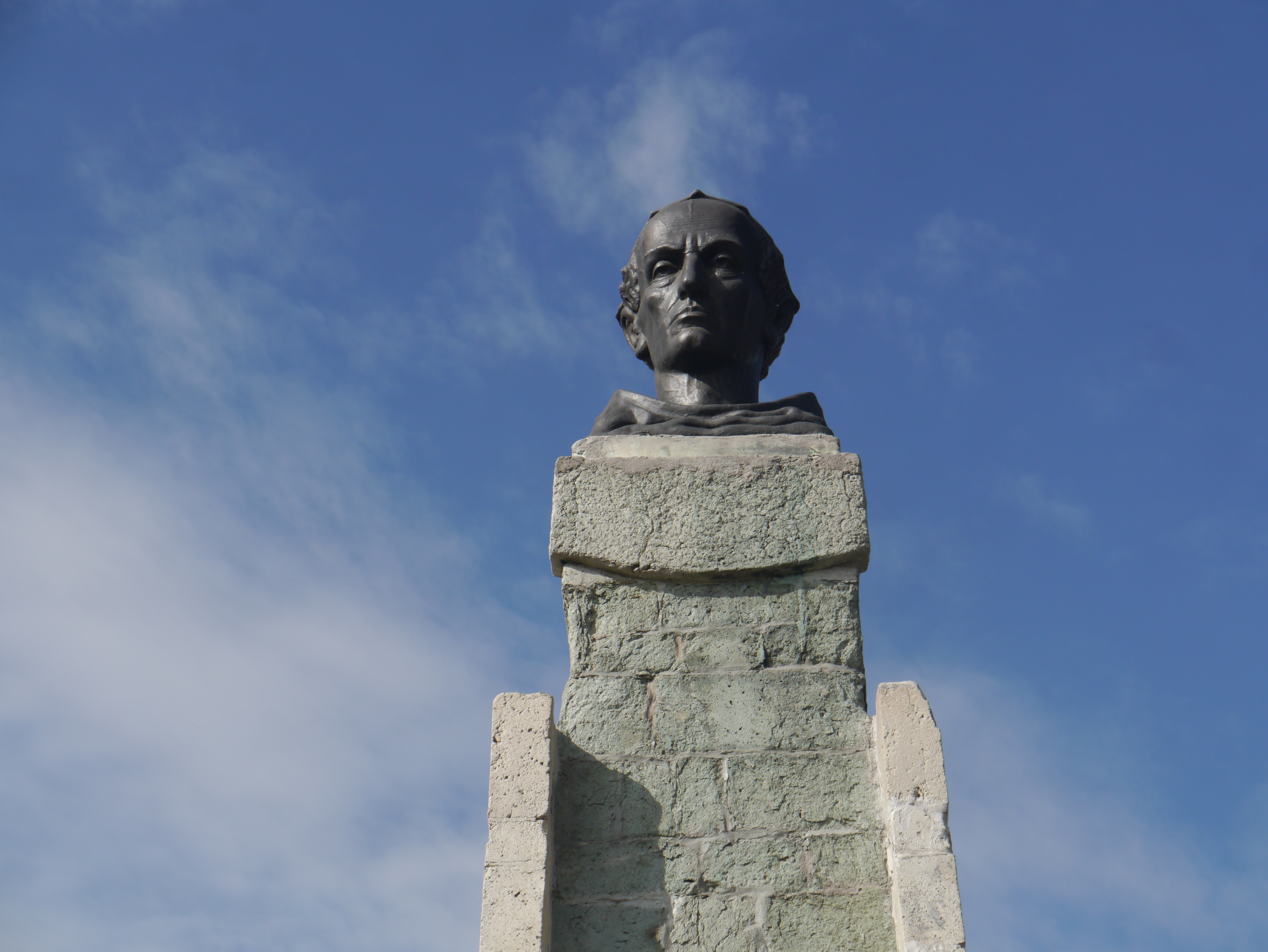
Monumento a Vicente Solano en Cuenca, Ecuador

Vicente Solano tuvo que vivir los procesos de independencia, la formación de la Gran Colombia y el nacimiento de Ecuador. A lo largo de todo este proceso escribió mucho, llegando a proponer un "Imperio en los Andes" que sea una monarquía, eligiendo democráticamente al primer rey, aunque el proponía a Calderón debido a su papel en la independencia y al aporte de su padre también. Posteriormente se seguiría con sucesión hereditaria, según su modelo. Llegó a publicar un modelo de constitución en donde se detallaba sus ideas y razones. Sus propuestas fueron serias y su voz era tomada en cuenta a nivel regional, sin embargo esto no se llevó a cabo.
Su agudeza le permitió ver las tendencias políticas y "predijo" (palabra que usó Solano), que Rusia iba a dominar Europa y Estados Unidos se impondría sobre América.
Su pesimismo sobre la situación, ante la destrucción causada por las guerras de la independencia se puede expresar en su famosa frase "yo soy la quimera de mi siglo", que resume su obra dividida entre ciencia y fe, una dualidad que en el ámbito político se estaba expresando en ese momento como la disyuntiva entre monarquía y república.

### Aforismos y Fábulas

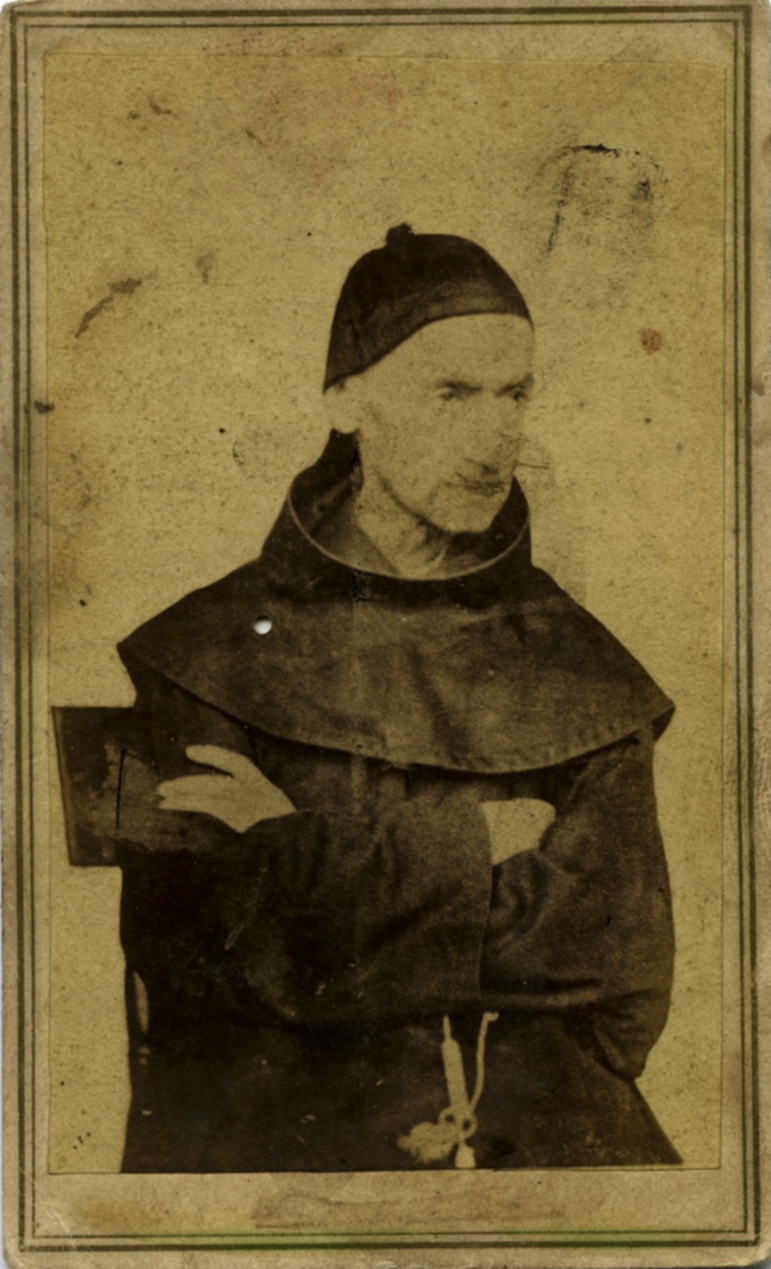
Fotografía de Solano

En el aspecto literario Vicente Solano contribuyó con su estilo y temática particular a los aforismos y refranes a través de su publicación "Máximas Sentencias y Pensamientos". Estos se encuentran ordenados alfabéticamente en la publicación hecha por el presidente Antonio Borrero. Por ejemplo, Solano, sentenció, siempre haciendo uso del contraste:
Abundancia: La abundancia de víveres prueba escasez de dinero; así la multitud de leyes es signo de poca libertad.
Se puede ver en este ejemplo que su sentencia tiene un formato de "definición" parecido al de un diccionario, que tan de moda se encontraban en esa época. Solo cabe recordar el popular diccionario publicado por Antonio de Alcedo que fue incluso traducido al inglés por la importancia de la información sobre la España de ultramar que en ese momento era desconocido por otros países. De esta forma renovó el ya clásico refranero castellano con temáticas variadas en un formato ilustrado, muy típico de la época. 
Respecto a las fábulas, se reconocen tres publicaciones importantes: "El Gallo, La Zorra y el Caballo", "El Burro Político", y "Los Animales Parlantes", escritos principalmente al final de su vida haciendo homenaje a un estilo de literatura propio del siglo XVIII en la España posterior al Siglo de Oro.

### Estilo y tradición
En este aspecto literario se puede ver, a Fray Vicente Solano como un pensador sistemático, que veía el mundo desde su sistema teológico católico, a través del cual interpretaba tanto la filosofía, la libertad de prensa, la política, la ciencia, la literatura y el derecho. 
Fue un escritor prolífico, talentoso, de mucha erudición, con gran reconocimiento y siempre anclado en la vasta tradición literaria tanto de España como de Hispanoamérica. Fraile Franciscano, fue científico y naturalista (al igual que muchos en Ecuador del siglo XVIII como Juan de Velasco y XIX como Luis Sodiro), impulsó el periodismo como Eugenio Espejo y Vicente Rocafuerte y enriqueció las letras a través de escritos literarios con fines morales que hacían uso de fábulas como las que fueron famosas en la España del siglo XVIII de la pluma de Félix María de Samaniego. También desarrolló el género epistolario, muy similar a lo que Benjamín Carrión haría un siglo más tarde con sus "Cartas al Ecuador", igualmente escritas en momentos críticos para ese país. Su opción favorable hacia la monarquía como forma de gobierno, hizo eco en el Ecuador medio siglo más tarde de la mano de Julio Matovelle, teólogo y abogado que impulsó la consagración del Ecuador al Sagrado Corazón de Jesús.
Sus publicaciones se encuentran parcialmente consolidadas en la edición de sus "Obras escogidas", por Antonio Borrero en cuatro tomos.
También se recogieron otros de sus escritos en tres tomos de "El cura ilustrado", un manual para párrocos y dos compendios de Teología dogmática, donde trata temas sobre el fin de la teología, su posición frente a los otros saberes y desarrolla sobre Dios, los ángeles, el ser humano, entre otros.

## Listado de obras

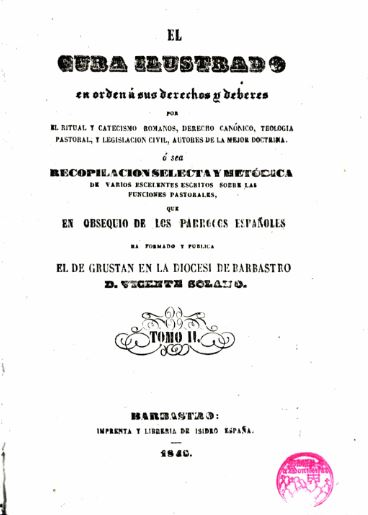
"El cura ilustrado" como se referían a Vicente Solano

Solano fue uno de los autores más prolíficos en su tiempo. Sus ensayos fueron publicados en las "Obras escogidas" por Antonio Borrero, que conforman cerca de dos mil páginas, su obra práctica sobre las cosas que deben hacer los párrocos publicadas en el libro El Cura Ilustrado en tres tomos son cerca de mil doscientas páginas y por último sus tratados de Teología dogmática en dos tomos aproximadamente mil cien páginas. Por el formato que eligió Solano, el panfleto, el artículo periodístico, o en el otro extremo el tratado, sus escritos suelen ser difíciles de identificar bajo la edición tradicional que suele estar disponible normalmente. Por esta razón, se recoge aquí un resumen de los contenidos de sus obras para mayor referencia:
1. Obras I en 517 p.
  - Máximas sentencias y pensamientos
  - Guerra Catilinaria
  - Bosquejos de la Europa y la América en 1800
  - Revista Europea y Americana
  - Revista de algunos hombres célebres de nuestro siglo: Humboldt, Caldas, Montúfar, Chateaubriand, La Harpe, Lamennais, Balmes, Bolívar, Olmedo, Moreno.
  - Estudios sobre física e historia natural: viajes naturalistas a Loja, teoría sobre el aspecto de la tierra, el clima de Cuenca, el Picaflor, la vista de algunos animales, grados de calor, plantas andinas, emenagogas, vulnerarias, la guayusa, el Sen, entomología, el trigo, erupciones volcánicas, el asfalto, estructura de los Andes, el cultivo del algodón.
2. Obras II en 533 p.
  - Estudios sobre física e historia natural II: extensión del océano, cuestión de Oriente, cuadratura del círculo, los cetonios.
  - Política general nacional y extranjera: legislación, libertad, grandeza republicana, federalismo, ojeada sobre artículos de la constitución del Perú, Ciencia del Gobierno, Militares, Lavoisier, el general Bolívar, sueño, industria, igualdad, política, libertad de imprenta, Estado Futuro de América del Sur, tolerancia, exclusión del clero, moneda falsa, usura, el único mal del Ecuador y su remedio.
  - Escritos literarios: Isla de Otaiti, Bravatas, fragmento de un manuscrito caído de la luna, nuevo diccionario, lengua castellana, reflexiones sobre la poesía, modelos de necrologías, aguinaldo, felicidad de los hombres.
  - Fábulas: El gallo, la zorra y el caballo; Los cazadores y el conejo; El burro político; La libertad y la escoba; La libertad y el borrico; El buey y la garrapata; Cuestión de tiempo; El cangrejo y la zorra; Los animales parlantes; El gallo y el buey.
  - Polémica religiosa, política y literaria: reconvenciones razonables, los derechos de la verdad vindicados
3. Obras III en 631 p.
  - Polémica religiosa, política y literaria: disputas literarias en las iglesias, disciplina eclesiástica, invocación al congreso Constitucional del Ecuador en 1837.
  - Polémica con el Obispo de Popayán (Salvador Jiménez de Enciso): el desengaño, juicio imparcial.
  - Polémica con Antonio José de Irisarri: cartas ecuatorianas en 19 entregas.
  - Polémica diversa: justa repulsa de una pretensión inicua, libros prohibidos, la religión, el Abate Lamennais
  - Polémica sobre el patronato: defensa de la verdad, verdadera idea del patronato
  - Polémica con Mariano Vintimilla Domíngez: principios del Derecho Canónico
  - Los periodistas de la Libertad: juicios, los periodistas.
4. Obras IV en 429 p.
  - Ciencias eclesiásticas y polémica religiosa: el penitente fingido, reflexiones sobre la autoridad temporal del Papa, la inmunidad eclesiástica, los Jesuitas, la Biblia, libros prohibidos, doctrina cristiana, el clero ultramontano, la democracia.
  - Oratoria sagrada: el pobre del tabernáculo, la Sagrada Eucaristía, el culto supremo, la vida del mundo
  - Alocuciones Pastorales
5. El Cura Ilustrado I: 407 p. Sobre las funciones del párroco respecto a la residencia, la misa, el catecismo, y los sacramentos.
6. El Cura Ilustrado II: 413 p. Sobre los sacramentos, (cont.) el buen ejemplo, sobre los pobres, y sobre ritos dignos de memoria.
7. El Cura Ilustrado III: 421 p. Sobre los actos parroquiales, los estados mensuales, y la visita a enfermos.
8. Compendio de Teología Dogmática I en 543 p.: Sobre la teología, la iglesia, la tradición y la trinidad.
9. Compendio de Teología Dogmática II en 641 p.: Sobre el mundo, los ángeles y la encarnación.